# Adam’s Apple

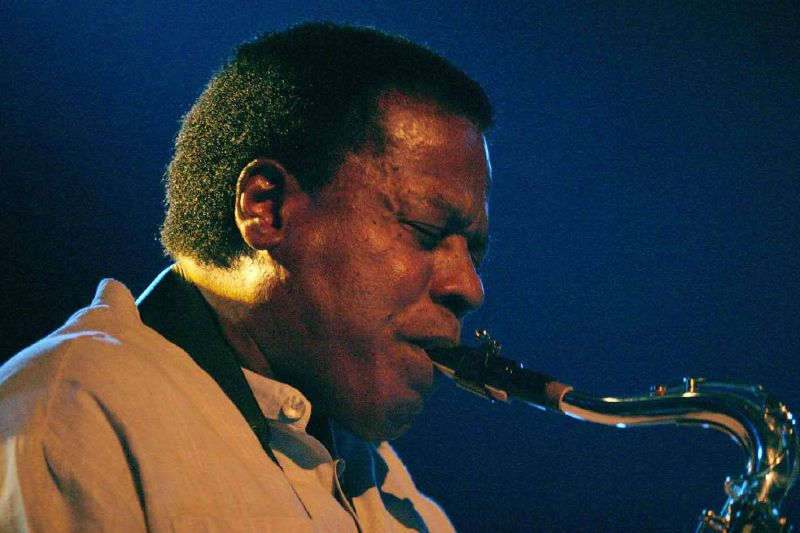
Wayne Shorter

Adam’s Apple ist ein Jazz-Album von Wayne Shorter. Es wurde am 2. und 24. Februar 1966 im Studio von Rudy Van Gelder in Englewood Cliffs, New Jersey aufgenommen und von Blue Note Records veröffentlicht. Eine remasterte CD-Ausgabe mit einem bisher unveröffentlichten Titel erfolgte 2003.

## Das Album

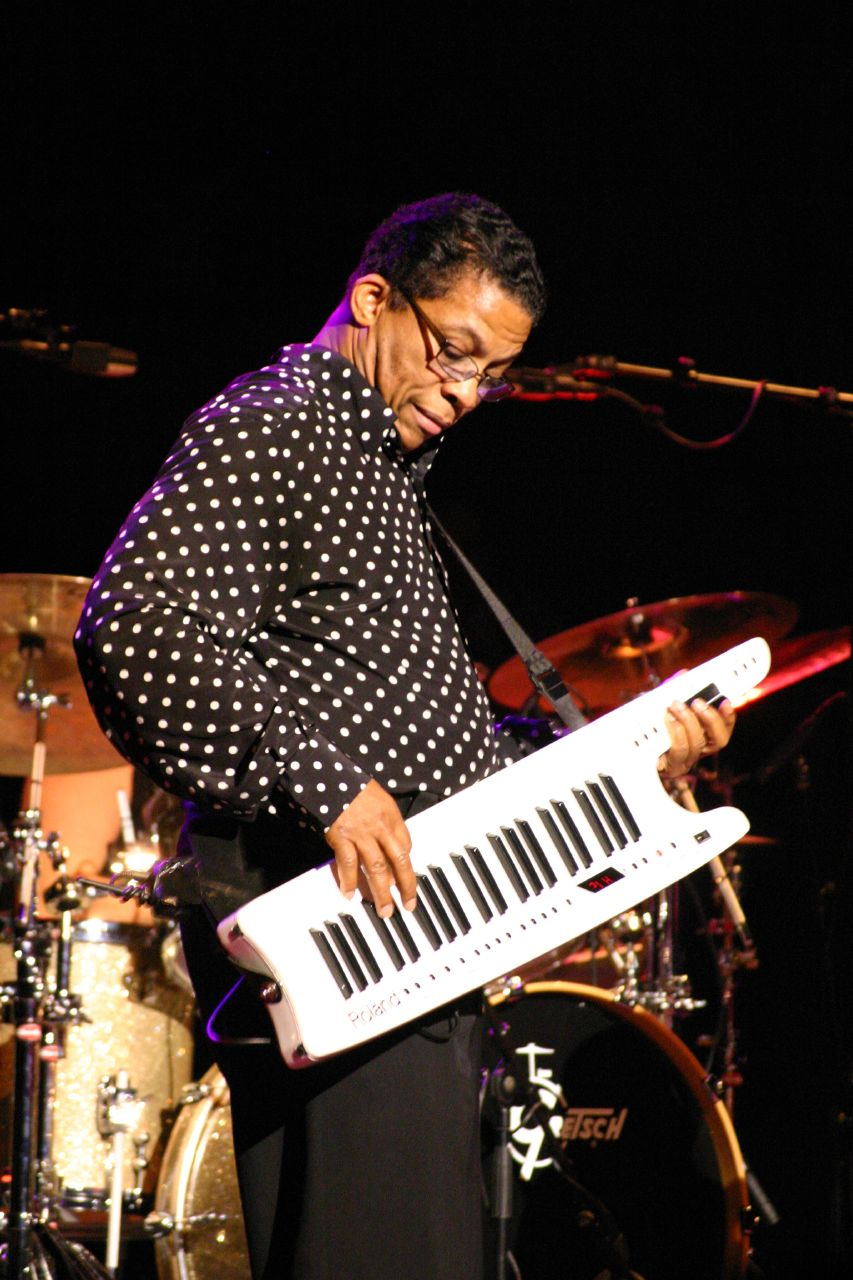
Herbie Hancock, 2006

Das Studioalbum Adam’s Apple war nach den Aufnahmen im Oktober 1965 für die LP The All Seeing Eye die siebte Aufnahmesession des Tenorsaxophonisten unter eigenem Namen für Alfred Lions Label. Wie in JuJu (August 1964) und Et Cetera (Juni 1965) holte Shorter keinen weiteren Bläser hinzu. Die Rhythmusgruppe bildeten hier Herbie Hancock (Piano), Reggie Workman (Bass) und Joe Chambers (Schlagzeug), die alle schon bei vorangegangenen Sessions mitgewirkt hatten.
Bis auf eine Bearbeitung von Jimmy Rowles’ Titel „502 Blues (Drinkin’ and Drivin’)“ spielten die Musiker fünf Originalkompositionen Wayne Shorters ein; die ebenfalls bei der Session entstandene Hancock-Komposition „The Collector“ fand auf der Original-LP (BLP 4232) keine Aufnahme.
Das Titelstück „Adam’s Apple“ spielt das Quartett im populären Stil des Soul-Jazz; Don Heckman wies auf die Erweiterung des Bluesschemas durch die Kombination von Jazz und moderner Tanzmusik hin;, der Kritiker sieht Bezüge zu dem damals populären Lee-Morgan-Titel „The Sidewinder“. Er weist auch auf das im Soul-Jazz-Idiom ähnliche, im Monat zuvor entstandene Stück „Tom Thumb“ hin, das Shorter mit Bobby Timmons für Prestige und 1967 erneut auf seinem Album Schizophrenia einspielte.
Daran schließt sich die Ballade „502 Blues (Drinkin’ and Drivin’)“ des Pianisten Jimmy Rowles an, den Shorter sehr bewunderte. Don Heckman wies in den Original Liner Notes insbesondere auf die beeindruckenden Leistungen Herbie Hancocks und Joe Chambers’ hin. Es folgt eine Bossa-Nova-Komposition Shorters, die aber mit unerwarteten Akkordwechseln überrascht. Vorbilder sieht Bob Blumenthal in Tom Jobims Titel „Sabia“.
Daran schließt sich eine der wohl bekanntesten Kompositionen Shorters an, die erste Einspielung von „Footprints“ in Medium-Tempo, die er kurz danach auch mit dem Miles-Davis-Quintett auf Miles Smiles in leicht abgewandelter Form aufnehmen und das in stark forciertem Tempo zum Live-Repertoire der Davis-Band im Jahr 1967 gehören sollte. Es folgt die zweite Ballade „Teru“; Shorters stimmenähnliche Linien werden von Hancocks Akkord-Figuren untermalt.
Das letzte Stück der Original-LP, „Chief Crazy Horse“, in vertrauter 32-taktiger AABA-Form widmete Shorter dem von ihm bewunderten John Coltrane. Bei der letzten Blue Note-Session, der bei der alle Titel (außer dem Titelstück) entstanden, wurde auch eine Version der Hancock-Komposition „The Collector“ aufgenommen; eine Version des Titels entstand mit Miles Davis 1968 unter dem Titel „Teo’s Bag“. Bob Blumenthal hebt „die offene Form“ der Shorter/Hancock Version gegenüber der eher konventionellen Ausarbeitung durch die Davis-Band hervor.

## Bewertung des Albums

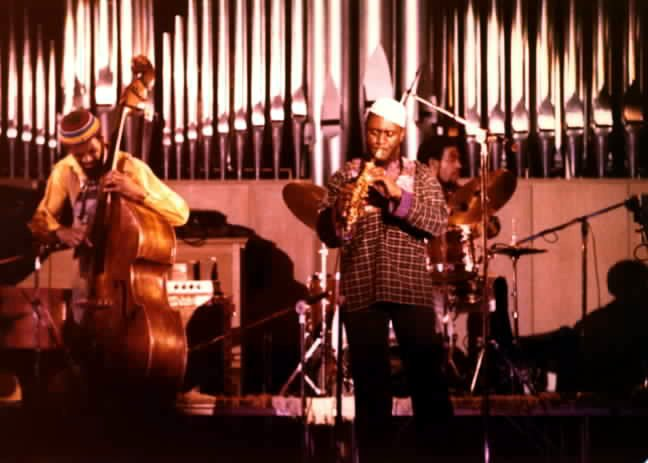
Reggie Workman mit dem Tenorsaxophonisten Pharoah Sanders und dem Schlagzeuger Idris Muhammad 1978

Im Allmusic, der dem Album die Höchstnote verlieh, räumte Stacia Proefrock ein, dass mit Ausnahme der Komposition „Footprints“, die zu einem Jazzstandard geworden sei, Adam’s Apple nicht die Aufmerksamkeit zuteilgeworden sei wie vorangegangenen Alben aus Wayne Shorters Katalog. Dies sei schade, denn sie gehöre zu dem Besten seiner Veröffentlichungen dieser unglaublich ergiebigen Periode. Für sich genommen, sei Adam’s Apple eines der großen Werke im Jazz der mittleren 1960er-Jahre; Shorter habe hier einen einzigartigen Stil entwickelt, kompositorische Klasse und eine perfekt ausbalanciertes Spiel mit seinen Musikern. Shorter strahle auf diesem Album, gebe aber auch seinen Partner Raum. Besonders hypnotisierend seien zwei verschiedene Stücke, die Ballade „Teru“ und Shorters Tribut an John Coltrane, „Chief Crazy Horse“, die auch Herbie Hancock die Möglichkeit gäben, seine Fähigkeiten zu zeigen.
Bob Blumenthal erinnert anlässlich der remasterten und erweiterten Neuausgabe im Jahr 2003 an die drei nicht anwesenden Musiker, die großen Einfluss auf diese Session ausübten; zum einen sei dies Miles Davis gewesen, in dessen Quintett seine legendäre Komposition Footsprints acht Monate später für das Album Miles Smiles einspielte. Ferner nennt Blumenthal Jimmy Rowles, für dessen Balladenspiel Wayne Shorter eine große Bewunderung zeigte. Eine weitere Inspirationsquelle sei sein früherer Jazz-Messengers-Kollege Lee Morgan gewesen, dessen Soul-Jazz-Komposition The Sidewinder von 1963 Pate bei dem Titelstück des Albums stand.
Richard Cook und Brian Morton betonen in ihrer Besprechung des Albums, das sie mit der höchsten Bewertung auszeichneten, dass die Bedeutung von Adam’s Apple besonders in den Kompositionen Shorters liege. Für die Autoren zählt es zu dem letzten Höhepunkt der kreativen Werkphase des Saxophonisten, die im April 1964 mit dem Album Night Dreamer begann.

## Titelliste
- Blue Note BLP 4232 (LP), BST 84232 (LP) 7243-5-91901-2-9 (CD Rudy van Gelder-Edition)

Seite 1
1. Adam’s Apple – 6:52
2. 502 Blues (Drinkin’ and Drivin’) (Jimmy Rowles) – 6:36
3. El Gaucho – 6:32
Seite 2
4. Footprints – 7:31
5. Teru – 6:15
6. Chief Crazy Horse – 7:39
CD-Bonus
7. The Collector (Herbie Hancock) - 6:55
(Alle anderen Kompositionen stammen von Wayne Shorter)

## Produktion
- Aufnahme: Rudy Van Gelder
- Produzent: Alfred Lion
- Fotografie: Francis Wolff
- Design: Reid Miles
- Begleittext: Don Heckman

### Schrifttum/Einzelnachweise
1. 1 2 3  
Don Heckman: Original Liner Notes von Adam’s Apple, 1966
2. 1 2 3  
Bob Blumenthal: Liner Notes von Adam's Apple, 2003
3. ↑  
Richard Cook, Brian Morton: The Penguin Guide to Jazz on CD. 6. Auflage. Penguin, London 2002, ISBN 0-14-051521-6, S. 1340.

### Weitere Anmerkungen
1. ↑  Rowles erwiderte dessen Bewunderung, indem er mehrere Kompositionen Shorters einspielte, lester Left Town mit Stan Getz, zwei Versionen von The Chess Players oder Music is the Only Thing on My Mind im Duo mit George Mraz; vgl. Bob Blumenthal, Liner Notes.